# Institut Huygens d'histoire des Pays-Bas

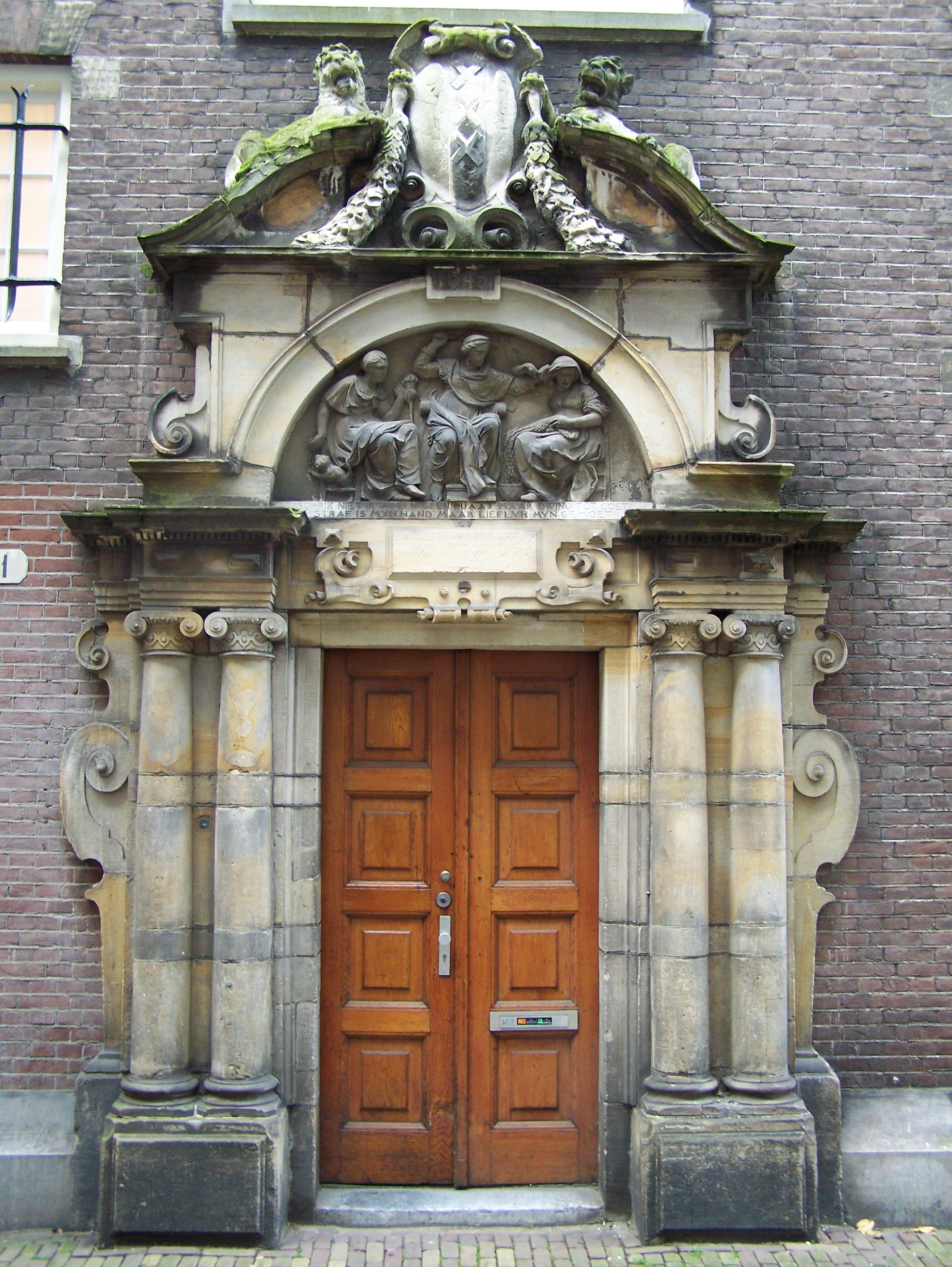
Spinhuis (Amsterdam)

L'Institut Huygens d'histoire des Pays-Bas, (en néerlandais : Huygens Instituut voor Nederlandse Geschiedenis) (abrégé en : Huygens ING), en anglais Huygens Institute for the History of the Netherlands est un institut de l'Académie royale néerlandaise des arts et des sciences, fondé en janvier 2011. Il est nommé d'après l'homme d’État et poète Constantin Huygens et son fils, le scientifique Christian Huygens.

## Description
L'institut Huygens ING étudie l'histoire des sciences, l'histoire et la littérature néerlandaises. Il donne également accès aux sources primaires et à des éditions de textes sur lesquels fonder d'autres recherches analytiques et interprétatives. Pour ses études, l'Institut développe et emploie des méthodes et des techniques nouvelle des humanités numériques. Huygens ING est le plus grand institut de recherche scientifique des Pays-Bas avec une centaine de membres. Ces chercheurs ont des proviennent d'institutions diverses et travaillent souvent avec des universités. L'institut est issu la fusion de 
l'Institut de l'histoire des  Pays-Bas ((en néerlandais : Instituut voor Nederlandse Geschiedenis), abrégé en ING)
dépendant de la Nederlandse Organisatie voor Wetenschappelijk Onderzoek, l'Organisation des Pays-Bas pour la recherche scientifique (NWO) et du Huygens Instituut  de l'Académie. L'institut a son siège à Amsterdam, dans le bâtiment du Spinhuis (nl).
L'institut comporte trois sections thématiques : une pour l'étude de l'histoire politique et institutionnelle, une pour l'étude de l'histoire des sciences, et une troisième consacrée à l'étude littéraire. La première des sections remonte à 1902 où elle a été créée sous le nom de « Commissie van Advies voor de 's Rijks Geschiedkundige Publicatien » (Commission consultative pour les publications sur l'histoire de l'Empire) sous la direction de l'historien Herman Theodoor Colenbrander. Depuis 1910, le comité était soutenu par sa propre agence. Après un certain nombre d'étapes intermédiaires, cette agence a intégré le NWO en 1989 en tant qu'Institut d'histoire néerlandaise. L'Institut Huygens a été fondé en 1992 sous le nom de  Institut Constantin Huygens d'édition de textes de l'histoire intellectuelle.
En 2005, le département « Neerlandistiek » l'Institut néerlandais des services d'information scientifique (NIWI) a été ajouté comme composante à l'institut.

## Sites associés
Le site web de Huygens ING contient des liens vers des organismes et institutions affiliées, et notamment
Historici.nlest un site web indépendant sur l'histoire hollandaise pour historiens et pour le grand public. La plateforme est soutenue par l'Institut Huygens pour l'histoire des Pays-Bas et la Société royale d'histoire des Pays-Bas royaux. Le site Web publie des ressources anciennes et nouvelles pour les chercheurs en histoire qui  autrement resteraient inaccessibles au public. Les thèmes couverts sont l'histoire des sciences, littérature, sciences humaines et les institutions politiques des Pays-Bas.
Textualscholarship.nlce site est destiné aux chercheurs qui éditent, publient et analysent des textes.
DWC.knaw.nlLe « Digitaal Wetenschapshistorisch Centrum » ou Digital Web Centre for History of Sciences in the Low Countries est le point de départ pour les personnes qui s'intéressent à l'histoire des sciences. Il offre des informations sur des événements, publications, informations biographique et d'autres ressources similaires.